# The Legend of Korra: A New Era Begins
The Legend of Korra: A New Era Begins è un videogioco di strategia a turni per Nintendo 3DS basato sulla serie televisiva animata La leggenda di Korra. Sviluppato da Webfoot Technologies e pubblicato da Activision, è stato pubblicato il 28 ottobre 2014.
Simile al sistema della serie di giochi di ruolo tattici Fire Emblem, il gioco combina una visione tattica basata sulla griglia con incontri uno contro uno tra le unità.
Il gioco è uno dei due videogiochi basati sulla stessa trama della serie. L'altro, La leggenda di Korra, è un gioco beat in terza persona di PlatinumGames pubblicato in ottobre 2014.